# دان والش
دان والش (انگلیسی: Don Walsh؛ ۲ نوامبر ۱۹۳۱ – ۱۲ نوامبر ۲۰۲۳) یک اقیانوس‌شناس و متخصص سیاست دریایی اهل ایالات متحده آمریکا بود. او و ژاک پیکارد در ۲۳ ژانویه ۱۹۶۰ خدمه بثی‌سکف تریسته به هنگام فرورفتن آن به خندق ماریانا بودند. آنها برای اینکار از دوایت آیزنهاور نشان شایستگی دریافت کردند. همچنین با مدال‌ها و نشان‌های بسیار دیگر نیز تشویق شدند.
دان والش از کسانی بود که درباره حادثه زیردریاپیمای تایتان ۲۰۲۳ هشدار داده بود.

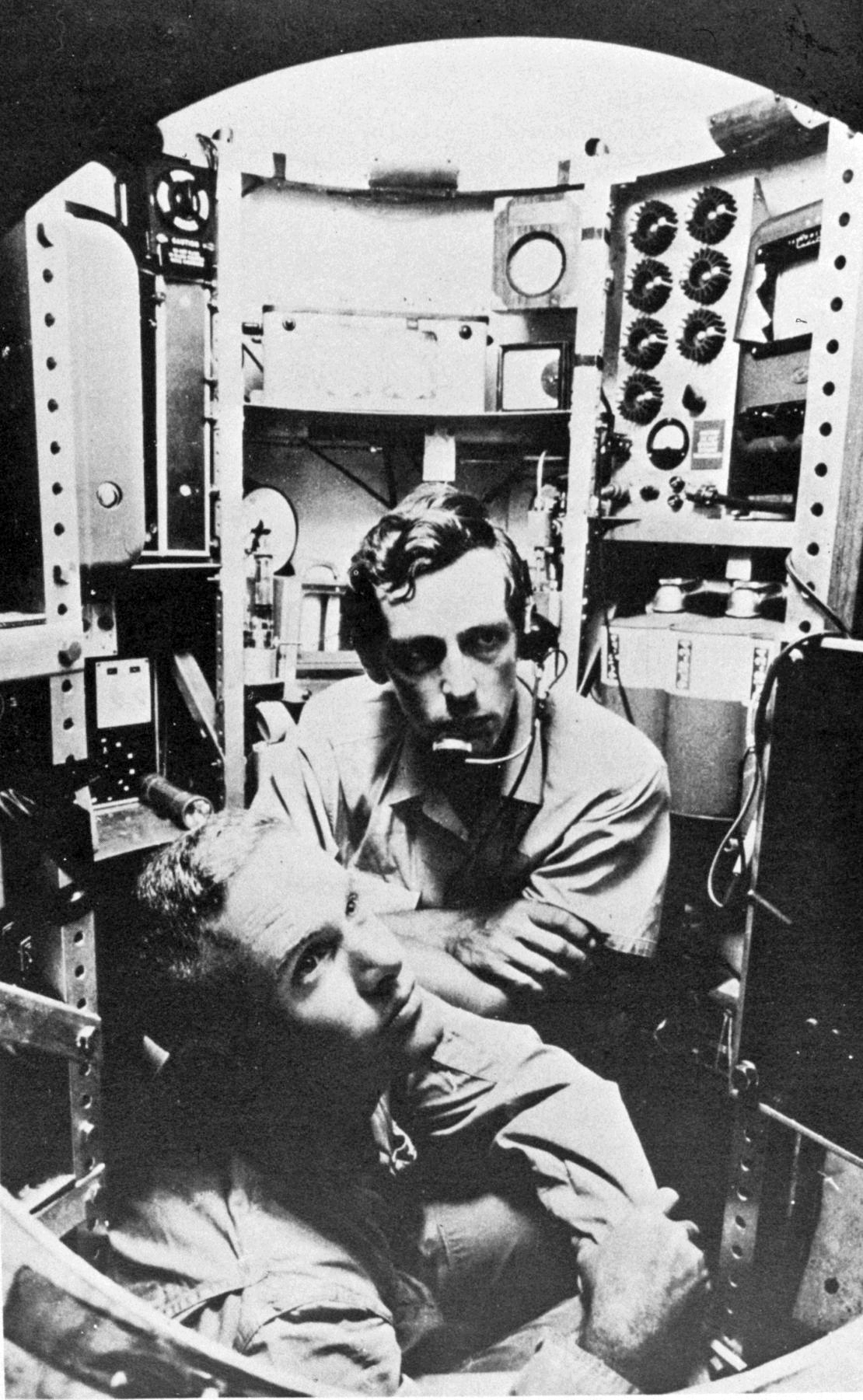
دان والش (چپ) و ژاک پیکارد باید ماندن در وضعیتی بسیار فشرده را تحمل می‌کردند.